# Divisione Garibaldi "Pinan-Cichero"
La Divisione Garibaldi "Pinan-Cichero" è stata una formazione partigiana garibaldina che ha combattuto alle spalle dell'Appennino ligure-piemontese durante la Resistenza, da fine febbraio 1945 fino alla Liberazione.
La Divisione Pinan - Cichero, nata da una scissione della Divisione Cichero, agiva nelle immediate vicinanze della Camionale, oggi autostrada A7, e proprio per questo ebbe una funzione chiave nelle ultime fasi della guerra di liberazione. 

## La nascita della Divisione
La Divisione Cichero era cresciuta in maniera esponenziale dall'ottobre 1943 ed aveva raggiunto dimensioni ben superiori a quelle ritenute ordinarie per una formazione di questo rango; di pari passo era cresciuta la fama di Bisagno, leader indiscusso del movimento partigiano genovese. Le motivazioni che portarono alla nascita di una nuova divisione erano dettate dal fatto che la Cichero estendeva ormai i propri uomini su un territorio troppo ampio, rendendo difficili ed a volte inefficaci i collegamenti tra i reparti. La nuova divisione si sarebbe occupata, in maniera autonoma ed indipendente, delle valli Curone, Borbera e Scrivia, territori del resto in cui già operavano le Brigate Oreste ed Arzani, e che avrebbero avuto un ruolo strategico fondamentale nei giorni dell'insurrezione, vista la vicinanza con le principali via di fuga che i tedeschi avrebbero giocoforza usato. Tra le motivazioni inoltre non è da escludere le preoccupazione del Comando VI Zona di limitare la popolarità e l'influenza di Bisagno, cattolico a capo di un settore prevalentemente comunista.

## La formazione della Divisione
La nuova divisione, pur indipendente, intendeva collocarsi nel preciso solco tracciato dalla scuola di Cichero, della quale manteneva un richiamo nel nome. Anche i quadri provenivano interamente dalle formazione madre, e molti dalle schiere dei fedelissimi di Bisagno.  
La struttura della divisione poggiava sulle preesistenti Brigata Oreste e Brigata Arzani, che contavano circa 300 uomini ciascuna; la prima agiva tra Novi e Busalla, mentre la seconda tra Serravalle e Tortona. Venne invece creata per l'occasione la Brigata Po-Argo, nata da un battaglione della Arzani. Quest'ultima formazione contava circa 200 effettivi dislocati tra Tortona e Pontecurone. A queste si univa la 108ª Brigata Paolo Rossi, formazione sappista di pianura inizialmente nota come Brigata Pagella e dipendente dalla 10ª Divisione Alessandria ma passata con i suoi oltre cento effettivi alla VI zona già nel novembre 1944. 
Non inquadrate nella Divisione ma a stretto contatto con essa agivano la Brigata Val Lemme-Capurro e la Brigata Odino.

## L'organigramma alla vigilia della Liberazione

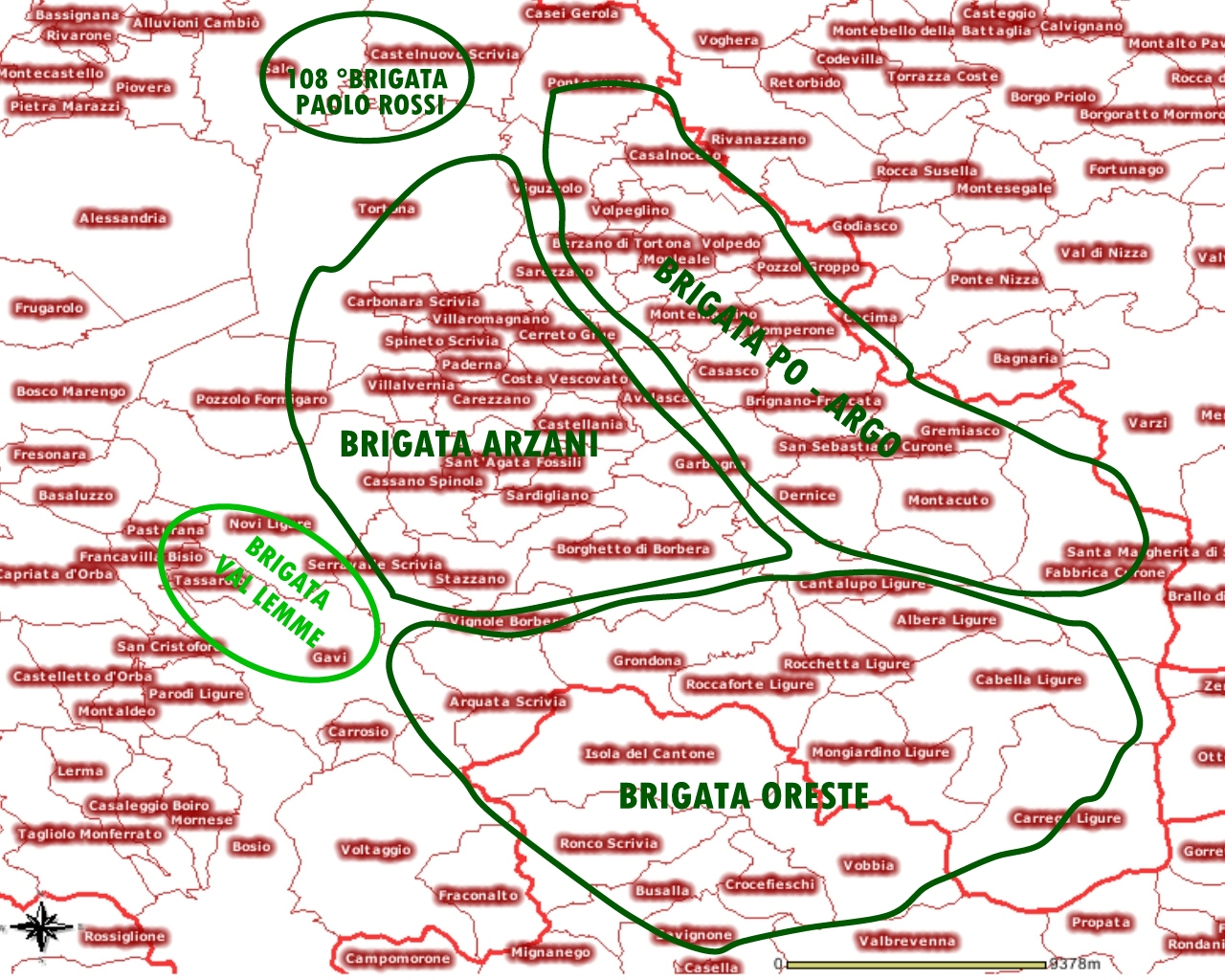
La Divisione Pinan - Cichero nell'aprile 1945

La Pinan-Cichero arrivò ai giorni della Liberazione forte di circa 1200 uomini, articolati su tre brigate, alle quali si andavano ad aggiungere una brigata sappista ed una fitta rete di SAP di villaggio. 
- Comando
- 58ª Brigata Garibaldi Oreste (Distaccamenti Castiglione, Vestone, Verardo, Villa, Nucera, Franchi, reclute)
- Brigata Garibaldi Arzani (Distaccamenti Cencio, Regazzi, repetti, Fracchia, Giglio, Cornaggia, Galeazzo, Ross)
- Brigata Garibaldi Po-Argo (Distaccamenti Busi, Cignoli, Covini, Piumati, Rossi, Albasio, Lupi Rossi, Gabetta)
- 108ª Brigata Garibaldi Paolo Rossi

## Membri rilevanti della divisione
- Paolo Rossi (nato nel 1907 a San Giuliano Nuovo, Alessandria, morto il 12 novembre 1944 a Castelceriolo, Alessandria) è stato comandante partigiano[1], tra i protagonisti della Resistenza a Castelnuovo Scrivia e Tortona, membro della 108ª brigata della Divisione Garibaldi "Pinan-Cichero". Catturato dai militari tedeschi, trasferito a Castelceriolo e torturato a morte, senza che compromettesse i suoi compagni di lotta. Nel 1945 la sua brigata assunse poi il suo nome.[2] Fu decorato medaglia d'argento al valor militare alla memoria.[3]
- Erasmo Marrè, Minetto. Comandante della Brigata Arzani succeduto a Franco Anselmi, Marco.
- Aurelio Ferrando, Scrivia. Comandante della Pinan-Cichero.

Fra i decorati anche il tenente Luigi Rum (1925-1977), nome di battaglia "Falco", commissario politico nella 58ª Brigata "Oreste", arruolato a 19 anni, futuro sindacalista e politico, medaglia d'argento postuma nel 1983.